# Tengrela
Tengrela, Tingrela ou Tangrera é uma cidade ao norte da Costa do Marfim. É uma subprefeitura e comuna do departamento de Tengrela, no distrito de Bagué, na região das Savanas. Segundo censo de 1998, havia 53 720 residentes.

## História
O explorador francês René Caillié parou em Tengrela em janeiro de 1828 em sua jornada para Tombuctu. Ele estava viajando com uma caravana que transportava nozes de cola para Jené. Em seu livro Viagens através da Ásia Central para Tombuctu publicado em 1830, escreveu o nome da vila omo Tangrera.
Em 1889, o fama Tiebá (r. 1866–1893) de Quenedugu enfrentou as forças de Samori Turé de Uassulu em Sabadiassa, perto de Tengrela, e tomou 28 fuzis e os sofás Coquissi, Farabalaia e Sebemamuru. Sob Babemba (r. 1893–1898), o limite sul do rei ficava em Bodiadugu, no cantão de Tengrela. Em 1896, Isaac foi enviado no comando de um exército contra Tengrela, recém capturada por Samori e designada a Bilali. A expedição fracassou e Babemba acusou a vila por não resistir aos invasores.
Para se vingar, ordenou que o sofá Fancunu Coné marchasse com 100 cavaleiros contra ela. Babemba participou da expedição e ao se aproximar da vila ordena que os cavaleiros entrassem atirando suas armas. Isso causou pânico na população que foge, mas são perseguidos. Homens, mulheres e crianças foram massacrados. O chefe Tiefolo e os poucos habitantes que fugiram foram capturados e decapitados e as tropas permanecem quatro dias para saquear a aldeia.
De Tengrela, Babemba continuou ao sul para Popo, que acabou de se submeter a Samori e destruiu-a. Ele retorna por Tengrela e foi às aldeias de Goncoro e Sala, localizadas à beira da circunscrição de Buguni, às quais não perdoou a submissão a Samori  em fevereiro de 1897.